# Милютинка (Житикаринский район)
Милютинка (каз. Милютинка) — село в Житикаринском районе Костанайской области Казахстана. Административный центр Милютинского сельского округа.

## География
Находится примерно в 25 км к югу от города Житикара, административного центра района, на высоте 304 метров над уровнем моря.
Код КАТО — 394445100.

## Название
Изначально село хотели основать у озера Шандыколь, но перенесли на 5 километров, но назвали Чендынским или Чандынский (по названию озера Шандыколь). Но примерно с 1915 года село стало называться Милютинкой. Название Милютинка, по одной из версий, появилась в честь военного министра Милютина, но, скорее всего, Милютинка названа в честь первого старосты Милютина.

## История
В 1909 году село было основано и состояло из 20 дворов крестьян-переселенцев из Украины.
8 апреля 1932 года бывший Джетыгаринский совхоз № 84 разукреплён на два самостоятельных совхоза — Джетыгаринский № 490 и Милютинский № 491. К Милютинке отошли 226 234 гектара земельных угодий, на которых со временем появились совхозы: Красноармейский, Сталинградский, Мюктыкольский, Степной и Прогресс.
С 14 июня 1932 года совхоз из-за мясного направления стал называться Милютинским мясосовхозом.
В мае 1955 году на основании приказа Министра совхозов Казахской ССР ферма № 2 (Мюктыкольская), подчинённая Милютинскому совхозу, со всем имуществом передавалась вновь создаваемому Мюктыкольскому совхозу.
В 1958 году в центре Милютинки заложили 4 гектара под парк. Весной 1959 года рядом с парком был разбит сад.
В 1964 году в честь 10-летия освоения целины у МТМ на пьедестал установлен трактор ДТ-54.
9 мая 1965 года в парке Милютинки был открыт обелиск, павшим в боях милютинцам, приуроченный к двадцатилетию победы в Великой Отечественной войне.
В 1994 году по распоряжению Президента Казахстана (о необходимости переоформления юридического статуса совхозов) в июле-августе Милютинский совхоз был преобразован в коллективное предприятие «Милютинское».
1 ноября 1996 года коллективное предприятие «Милютинское» преобразовано в производственный кооператив «Милютинское». Но уже 25 марта 1998 года было создано ТОО «Милютинское», а с 17 февраля 1999 года — оно стало называться ТОО «Шандыколь».

## Природа
Село находится в засушливой степи, климат резко континентальный. Теплый период (с 7-12 апреля по 19-28 октября) с суточной температурой выше нуля — 195—201 день. Годовая сумма осадков в районе 220—250 миллиметров.

## Население
В 1999 году численность населения села составляла 1152 человека (576 мужчин и 576 женщин). По данным переписи 2009 года, в селе проживало 1218 человек (583 мужчины и 635 женщин).

## Культура
В 1932 году в Милютинке открыта начальная школа, в 1937 году школа преобразована в семилетнюю. С 1 декабря 1958 года школа реорганизована в восьмилетнюю. В 1964 году школа реорганизована в среднюю, а в 1966 году открыто 3-хэтажное здание школы.
В 1974 году был построен дом культуры, а в 1976 году — торговый центр.